# Valentina Rojas
Valentina Ariana Rojas (* 12. April 2002) ist eine bolivianische Leichtathletin, die sich auf den Sprint spezialisiert hat.

## Sportliche Laufbahn
Erste Erfahrungen bei internationalen Meisterschaften sammelte Valentina Rojas im Jahr 2024, als sie bei den Hallensüdamerikameisterschaften in Cochabamba mit der bolivianischen 4-mal-400-Meter-Staffel in 3:52,49 min gemeinsam mit Cecilia Gómez, Tania Guasace und Mariana Arce die Goldmedaille gewann.

## Persönliche Bestzeiten
- 200 Meter: 26,27 s (0,0 m/s), 2. September 2023 in Cochabamba
- 400 Meter: 59,15 s, 24. Juni 2023 in Cochabamba